# Salaó (minisèrie)
Salaó: Història d'una saga (en gallec, Salgadura) és una minisèrie històrica gallego-catalana dirigida per Jesús Font i produïda per Continental Producciones i Dream Team Concept que es va estrenar l'any 2013 a través de TVG i l'any següent a TV3 en dos capítols. Narra la història de la família Roig, inspirada en la família Massó, que a finals del segle xviii i principis del XIX van fer una mena d'imperi de la indústria salina gallega. És protagonitzat per Luís Iglesia, María Castro, Luis Zahera i Belén Constenla. Va ser rodat a O Grove.

## Sinopsi
Un jove català és enviat de Blanes a Galícia per gestionar un petit vaixell de sal, seguint els passos d'altres catalans que anaven a les Rías Baixas a la recerca de sardines que escassejaven al Mediterrani. Joan Roig arriba a Galícia enviat per Gallup, un català ric que té una filla de la qual Roig està enamorat. Roig és un liberal perseguit per l'exèrcit que no té diners. Gallup li dona un any perquè la seva saladura gallega doni fruit i només llavors podrà demanar la mà de la seva filla en matrimoni.

## Personatges
- Joan Carrera com a Joan Roig
- Luis Zahera
- Luís Iglesia
- Ricardo de Barreiro
- Maria Castro
- Belén Constella
- Kiko Carracedo

## Premis i nominacions

### Premis Mestre Mateo
| Any  | Categoria                      | Receptor                                               | Resultat    |
| ---- | ------------------------------ | ------------------------------------------------------ | ----------- |
| 2013 | Millor guió                    | Miguel-Anxo Murado i Carmen Abarca                     | Nominats    |
| 2013 | Millor direcció de producció   | Carlos Amoedo                                          | Nominada    |
| 2013 | Millor direcció artística      | Marta Villar                                           | Guanyadora  |
| 2013 | Millor música original         | Xavier Font                                            | Nominat     |
| 2013 | Millor so                      | David Machado, Dani Zacarías i Enric Triviño           | Guanyadors  |
| 2013 | Millor fotografia              | Marta Villar                                           | Nominada    |
| 2013 | Millor disseny de vestuari     | María Gil i Sonia Segura                               | Guanyadores |
| 2013 | Millor pel·lícula de televisió | Continental Productions, Dream Team Concept, TVG i TV3 | Nominats    |